# 1469
Portal Geschichte | Portal Biografien | Aktuelle Ereignisse | Jahreskalender | Tagesartikel

◄ |
14. Jahrhundert |
15. Jahrhundert
| 16. Jahrhundert | ►

◄ |
1430er |
1440er |
1450er |
1460er
| 1470er | 1480er | 1490er | ►

◄◄ |
◄ |
1465 |
1466 |
1467 |
1468 |
1469
| 1470 | 1471 | 1472 | 1473 | ► | ►►
Staatsoberhäupter  · Nekrolog
| Januar | Januar | Januar | Januar | Januar | Januar | Januar | Januar |
| Kw     | Mo     | Di     | Mi     | Do     | Fr     | Sa     | So     |
| ------ | ------ | ------ | ------ | ------ | ------ | ------ | ------ |
| 52     |        |        |        |        |        |        | 1      |
| 1      | 2      | 3      | 4      | 5      | 6      | 7      | 8      |
| 2      | 9      | 10     | 11     | 12     | 13     | 14     | 15     |
| 3      | 16     | 17     | 18     | 19     | 20     | 21     | 22     |
| 4      | 23     | 24     | 25     | 26     | 27     | 28     | 29     |
| 5      | 30     | 31     |        |        |        |        |        |

| Februar | Februar | Februar | Februar | Februar | Februar | Februar | Februar |
| Kw      | Mo      | Di      | Mi      | Do      | Fr      | Sa      | So      |
| ------- | ------- | ------- | ------- | ------- | ------- | ------- | ------- |
| 5       |         |         | 1       | 2       | 3       | 4       | 5       |
| 6       | 6       | 7       | 8       | 9       | 10      | 11      | 12      |
| 7       | 13      | 14      | 15      | 16      | 17      | 18      | 19      |
| 8       | 20      | 21      | 22      | 23      | 24      | 25      | 26      |
| 9       | 27      | 28      |         |         |         |         |         |

| März | März | März | März | März | März | März | März |
| Kw   | Mo   | Di   | Mi   | Do   | Fr   | Sa   | So   |
| ---- | ---- | ---- | ---- | ---- | ---- | ---- | ---- |
| 9    |      |      | 1    | 2    | 3    | 4    | 5    |
| 10   | 6    | 7    | 8    | 9    | 10   | 11   | 12   |
| 11   | 13   | 14   | 15   | 16   | 17   | 18   | 19   |
| 12   | 20   | 21   | 22   | 23   | 24   | 25   | 26   |
| 13   | 27   | 28   | 29   | 30   | 31   |      |      |

| April | April | April | April | April | April | April | April |
| Kw    | Mo    | Di    | Mi    | Do    | Fr    | Sa    | So    |
| ----- | ----- | ----- | ----- | ----- | ----- | ----- | ----- |
| 13    |       |       |       |       |       | 1     | 2     |
| 14    | 3     | 4     | 5     | 6     | 7     | 8     | 9     |
| 15    | 10    | 11    | 12    | 13    | 14    | 15    | 16    |
| 16    | 17    | 18    | 19    | 20    | 21    | 22    | 23    |
| 17    | 24    | 25    | 26    | 27    | 28    | 29    | 30    |

| Mai | Mai | Mai | Mai | Mai | Mai | Mai | Mai |
| Kw  | Mo  | Di  | Mi  | Do  | Fr  | Sa  | So  |
| --- | --- | --- | --- | --- | --- | --- | --- |
| 18  | 1   | 2   | 3   | 4   | 5   | 6   | 7   |
| 19  | 8   | 9   | 10  | 11  | 12  | 13  | 14  |
| 20  | 15  | 16  | 17  | 18  | 19  | 20  | 21  |
| 21  | 22  | 23  | 24  | 25  | 26  | 27  | 28  |
| 22  | 29  | 30  | 31  |     |     |     |     |

| Juni | Juni | Juni | Juni | Juni | Juni | Juni | Juni |
| Kw   | Mo   | Di   | Mi   | Do   | Fr   | Sa   | So   |
| ---- | ---- | ---- | ---- | ---- | ---- | ---- | ---- |
| 22   |      |      |      | 1    | 2    | 3    | 4    |
| 23   | 5    | 6    | 7    | 8    | 9    | 10   | 11   |
| 24   | 12   | 13   | 14   | 15   | 16   | 17   | 18   |
| 25   | 19   | 20   | 21   | 22   | 23   | 24   | 25   |
| 26   | 26   | 27   | 28   | 29   | 30   |      |      |

| Juli | Juli | Juli | Juli | Juli | Juli | Juli | Juli |
| Kw   | Mo   | Di   | Mi   | Do   | Fr   | Sa   | So   |
| ---- | ---- | ---- | ---- | ---- | ---- | ---- | ---- |
| 26   |      |      |      |      |      | 1    | 2    |
| 27   | 3    | 4    | 5    | 6    | 7    | 8    | 9    |
| 28   | 10   | 11   | 12   | 13   | 14   | 15   | 16   |
| 29   | 17   | 18   | 19   | 20   | 21   | 22   | 23   |
| 30   | 24   | 25   | 26   | 27   | 28   | 29   | 30   |
| 31   | 31   |      |      |      |      |      |      |

| August | August | August | August | August | August | August | August |
| Kw     | Mo     | Di     | Mi     | Do     | Fr     | Sa     | So     |
| ------ | ------ | ------ | ------ | ------ | ------ | ------ | ------ |
| 31     |        | 1      | 2      | 3      | 4      | 5      | 6      |
| 32     | 7      | 8      | 9      | 10     | 11     | 12     | 13     |
| 33     | 14     | 15     | 16     | 17     | 18     | 19     | 20     |
| 34     | 21     | 22     | 23     | 24     | 25     | 26     | 27     |
| 35     | 28     | 29     | 30     | 31     |        |        |        |

| September | September | September | September | September | September | September | September |
| Kw        | Mo        | Di        | Mi        | Do        | Fr        | Sa        | So        |
| --------- | --------- | --------- | --------- | --------- | --------- | --------- | --------- |
| 35        |           |           |           |           | 1         | 2         | 3         |
| 36        | 4         | 5         | 6         | 7         | 8         | 9         | 10        |
| 37        | 11        | 12        | 13        | 14        | 15        | 16        | 17        |
| 38        | 18        | 19        | 20        | 21        | 22        | 23        | 24        |
| 39        | 25        | 26        | 27        | 28        | 29        | 30        |           |

| Oktober | Oktober | Oktober | Oktober | Oktober | Oktober | Oktober | Oktober |
| Kw      | Mo      | Di      | Mi      | Do      | Fr      | Sa      | So      |
| ------- | ------- | ------- | ------- | ------- | ------- | ------- | ------- |
| 39      |         |         |         |         |         |         | 1       |
| 40      | 2       | 3       | 4       | 5       | 6       | 7       | 8       |
| 41      | 9       | 10      | 11      | 12      | 13      | 14      | 15      |
| 42      | 16      | 17      | 18      | 19      | 20      | 21      | 22      |
| 43      | 23      | 24      | 25      | 26      | 27      | 28      | 29      |
| 44      | 30      | 31      |         |         |         |         |         |

| November | November | November | November | November | November | November | November |
| Kw       | Mo       | Di       | Mi       | Do       | Fr       | Sa       | So       |
| -------- | -------- | -------- | -------- | -------- | -------- | -------- | -------- |
| 44       |          |          | 1        | 2        | 3        | 4        | 5        |
| 45       | 6        | 7        | 8        | 9        | 10       | 11       | 12       |
| 46       | 13       | 14       | 15       | 16       | 17       | 18       | 19       |
| 47       | 20       | 21       | 22       | 23       | 24       | 25       | 26       |
| 48       | 27       | 28       | 29       | 30       |          |          |          |

| Dezember | Dezember | Dezember | Dezember | Dezember | Dezember | Dezember | Dezember |
| Kw       | Mo       | Di       | Mi       | Do       | Fr       | Sa       | So       |
| -------- | -------- | -------- | -------- | -------- | -------- | -------- | -------- |
| 48       |          |          |          |          | 1        | 2        | 3        |
| 49       | 4        | 5        | 6        | 7        | 8        | 9        | 10       |
| 50       | 11       | 12       | 13       | 14       | 15       | 16       | 17       |
| 51       | 18       | 19       | 20       | 21       | 22       | 23       | 24       |
| 52       | 25       | 26       | 27       | 28       | 29       | 30       | 31       |

| Januar | Januar | Januar | Januar | Januar | Januar | Januar | Januar |
| Kw     | Mo     | Di     | Mi     | Do     | Fr     | Sa     | So     |
| ------ | ------ | ------ | ------ | ------ | ------ | ------ | ------ |
| 52     |        |        |        |        |        |        | 1      |
| 1      | 2      | 3      | 4      | 5      | 6      | 7      | 8      |
| 2      | 9      | 10     | 11     | 12     | 13     | 14     | 15     |
| 3      | 16     | 17     | 18     | 19     | 20     | 21     | 22     |
| 4      | 23     | 24     | 25     | 26     | 27     | 28     | 29     |
| 5      | 30     | 31     |        |        |        |        |        |

| Februar | Februar | Februar | Februar | Februar | Februar | Februar | Februar |
| Kw      | Mo      | Di      | Mi      | Do      | Fr      | Sa      | So      |
| ------- | ------- | ------- | ------- | ------- | ------- | ------- | ------- |
| 5       |         |         | 1       | 2       | 3       | 4       | 5       |
| 6       | 6       | 7       | 8       | 9       | 10      | 11      | 12      |
| 7       | 13      | 14      | 15      | 16      | 17      | 18      | 19      |
| 8       | 20      | 21      | 22      | 23      | 24      | 25      | 26      |
| 9       | 27      | 28      |         |         |         |         |         |

| März | März | März | März | März | März | März | März |
| Kw   | Mo   | Di   | Mi   | Do   | Fr   | Sa   | So   |
| ---- | ---- | ---- | ---- | ---- | ---- | ---- | ---- |
| 9    |      |      | 1    | 2    | 3    | 4    | 5    |
| 10   | 6    | 7    | 8    | 9    | 10   | 11   | 12   |
| 11   | 13   | 14   | 15   | 16   | 17   | 18   | 19   |
| 12   | 20   | 21   | 22   | 23   | 24   | 25   | 26   |
| 13   | 27   | 28   | 29   | 30   | 31   |      |      |

| April | April | April | April | April | April | April | April |
| Kw    | Mo    | Di    | Mi    | Do    | Fr    | Sa    | So    |
| ----- | ----- | ----- | ----- | ----- | ----- | ----- | ----- |
| 13    |       |       |       |       |       | 1     | 2     |
| 14    | 3     | 4     | 5     | 6     | 7     | 8     | 9     |
| 15    | 10    | 11    | 12    | 13    | 14    | 15    | 16    |
| 16    | 17    | 18    | 19    | 20    | 21    | 22    | 23    |
| 17    | 24    | 25    | 26    | 27    | 28    | 29    | 30    |

| Mai | Mai | Mai | Mai | Mai | Mai | Mai | Mai |
| Kw  | Mo  | Di  | Mi  | Do  | Fr  | Sa  | So  |
| --- | --- | --- | --- | --- | --- | --- | --- |
| 18  | 1   | 2   | 3   | 4   | 5   | 6   | 7   |
| 19  | 8   | 9   | 10  | 11  | 12  | 13  | 14  |
| 20  | 15  | 16  | 17  | 18  | 19  | 20  | 21  |
| 21  | 22  | 23  | 24  | 25  | 26  | 27  | 28  |
| 22  | 29  | 30  | 31  |     |     |     |     |

| Juni | Juni | Juni | Juni | Juni | Juni | Juni | Juni |
| Kw   | Mo   | Di   | Mi   | Do   | Fr   | Sa   | So   |
| ---- | ---- | ---- | ---- | ---- | ---- | ---- | ---- |
| 22   |      |      |      | 1    | 2    | 3    | 4    |
| 23   | 5    | 6    | 7    | 8    | 9    | 10   | 11   |
| 24   | 12   | 13   | 14   | 15   | 16   | 17   | 18   |
| 25   | 19   | 20   | 21   | 22   | 23   | 24   | 25   |
| 26   | 26   | 27   | 28   | 29   | 30   |      |      |

| Juli | Juli | Juli | Juli | Juli | Juli | Juli | Juli |
| Kw   | Mo   | Di   | Mi   | Do   | Fr   | Sa   | So   |
| ---- | ---- | ---- | ---- | ---- | ---- | ---- | ---- |
| 26   |      |      |      |      |      | 1    | 2    |
| 27   | 3    | 4    | 5    | 6    | 7    | 8    | 9    |
| 28   | 10   | 11   | 12   | 13   | 14   | 15   | 16   |
| 29   | 17   | 18   | 19   | 20   | 21   | 22   | 23   |
| 30   | 24   | 25   | 26   | 27   | 28   | 29   | 30   |
| 31   | 31   |      |      |      |      |      |      |

| August | August | August | August | August | August | August | August |
| Kw     | Mo     | Di     | Mi     | Do     | Fr     | Sa     | So     |
| ------ | ------ | ------ | ------ | ------ | ------ | ------ | ------ |
| 31     |        | 1      | 2      | 3      | 4      | 5      | 6      |
| 32     | 7      | 8      | 9      | 10     | 11     | 12     | 13     |
| 33     | 14     | 15     | 16     | 17     | 18     | 19     | 20     |
| 34     | 21     | 22     | 23     | 24     | 25     | 26     | 27     |
| 35     | 28     | 29     | 30     | 31     |        |        |        |

| September | September | September | September | September | September | September | September |
| Kw        | Mo        | Di        | Mi        | Do        | Fr        | Sa        | So        |
| --------- | --------- | --------- | --------- | --------- | --------- | --------- | --------- |
| 35        |           |           |           |           | 1         | 2         | 3         |
| 36        | 4         | 5         | 6         | 7         | 8         | 9         | 10        |
| 37        | 11        | 12        | 13        | 14        | 15        | 16        | 17        |
| 38        | 18        | 19        | 20        | 21        | 22        | 23        | 24        |
| 39        | 25        | 26        | 27        | 28        | 29        | 30        |           |

| Oktober | Oktober | Oktober | Oktober | Oktober | Oktober | Oktober | Oktober |
| Kw      | Mo      | Di      | Mi      | Do      | Fr      | Sa      | So      |
| ------- | ------- | ------- | ------- | ------- | ------- | ------- | ------- |
| 39      |         |         |         |         |         |         | 1       |
| 40      | 2       | 3       | 4       | 5       | 6       | 7       | 8       |
| 41      | 9       | 10      | 11      | 12      | 13      | 14      | 15      |
| 42      | 16      | 17      | 18      | 19      | 20      | 21      | 22      |
| 43      | 23      | 24      | 25      | 26      | 27      | 28      | 29      |
| 44      | 30      | 31      |         |         |         |         |         |

| November | November | November | November | November | November | November | November |
| Kw       | Mo       | Di       | Mi       | Do       | Fr       | Sa       | So       |
| -------- | -------- | -------- | -------- | -------- | -------- | -------- | -------- |
| 44       |          |          | 1        | 2        | 3        | 4        | 5        |
| 45       | 6        | 7        | 8        | 9        | 10       | 11       | 12       |
| 46       | 13       | 14       | 15       | 16       | 17       | 18       | 19       |
| 47       | 20       | 21       | 22       | 23       | 24       | 25       | 26       |
| 48       | 27       | 28       | 29       | 30       |          |          |          |

| Dezember | Dezember | Dezember | Dezember | Dezember | Dezember | Dezember | Dezember |
| Kw       | Mo       | Di       | Mi       | Do       | Fr       | Sa       | So       |
| -------- | -------- | -------- | -------- | -------- | -------- | -------- | -------- |
| 48       |          |          |          |          | 1        | 2        | 3        |
| 49       | 4        | 5        | 6        | 7        | 8        | 9        | 10       |
| 50       | 11       | 12       | 13       | 14       | 15       | 16       | 17       |
| 51       | 18       | 19       | 20       | 21       | 22       | 23       | 24       |
| 52       | 25       | 26       | 27       | 28       | 29       | 30       | 31       |

## Ereignisse

### Politik und Weltgeschehen

#### Die Rosenkriege in England
Nachdem er Edward IV. von York während der Rosenkriege zum Thron Englands verholfen hat, wechselt Richard Neville, 16. Earl of Warwick gemeinsam mit George Plantagenet, 1. Herzog von Clarence, dem Bruder des Königs, die Seiten. Die beiden schlagen Edward in der Schlacht von Edgecote Moor am 26. Juli und nehmen den König dabei gefangen.
- 27. Juli: Richard Neville lässt William Herbert, 1. Earl of Pembroke, den neuen Berater Edwards IV., der bei der Schlacht von Edgecote Moore in seine Hände gefallen ist, hinrichten.
- 12. August: Richard Neville lässt weitere Anhänger Edwards, unter ihnen Richard Woodville, 1. Earl Rivers, und sein Sohn John Woodville, hinrichten.
- Oktober: Edward wird durch eine von seinem jüngeren Bruder Richard, Herzog von Gloucester, geführte Armee befreit.

#### Der Hansisch-Englische Krieg
- April: Auf einer Versammlung in Lübeck beschließt die Hanse den Krieg gegen England, verbietet die Einfuhr englischen Tuches und ordnet den Einsatz von Kaperschiffen gegen die englischen Seeverbindungen an. Die führende Rolle auf Seiten der Hanse übernehmen Lübeck, Danzig, Hamburg und Bremen, während sich Köln, Wesel und Arnheim neutral verhalten. Auslöser für den Krieg ist die Stürmung des Stalhofs und die Gefangennahme hansischer Kaufleute und die Beschlagnahme ihrer Güter in London durch Truppen König Edwards IV. im Vorjahr.
- Im Herbst laufen die ersten hansischen Kaperschiffe gegen England aus. Herzog Karl der Kühne erlaubt zunächst die Öffnung der burgundischen Häfen für diese Schiffe.

#### Nord- und Westeuropa

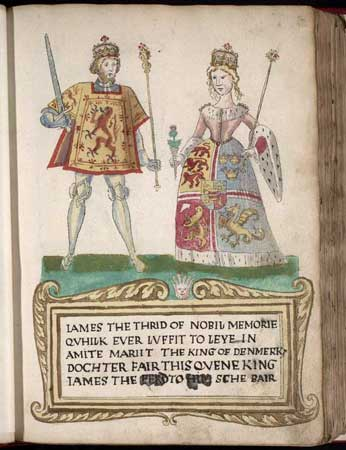
James III. und Margarethe

- 10. Juli: Margarethe von Dänemark heiratet auf Holyrood Palace in Edinburgh König James III. von Schottland. Da ihr Vater Christian I. von Dänemark, Norwegen und Schweden die versprochene Mitgift niemals zahlt, gehen die als Sicherheitsleistung gegebenen Orkney- und Shetlandinseln endgültig in schottischen Besitz über.

#### Heiliges Römisches Reich
- 1. Februar: Mit der Zustellung des Fehdebriefs des steirischen Adelsbundes an Kaiser Friedrich III. beginnt die Baumkircherfehde. Anstatt die bei einer Fehde vorgeschriebenen drei Tage abzuwarten, besetzen die steiermärkischen Adeligen unter dem ehemaligen kaiserlichen Heerführer Andreas Baumkircher schon am nächsten Tag zahlreiche steirische Städte, um die kaiserlichen Besitzungen in Westungarn zu isolieren.

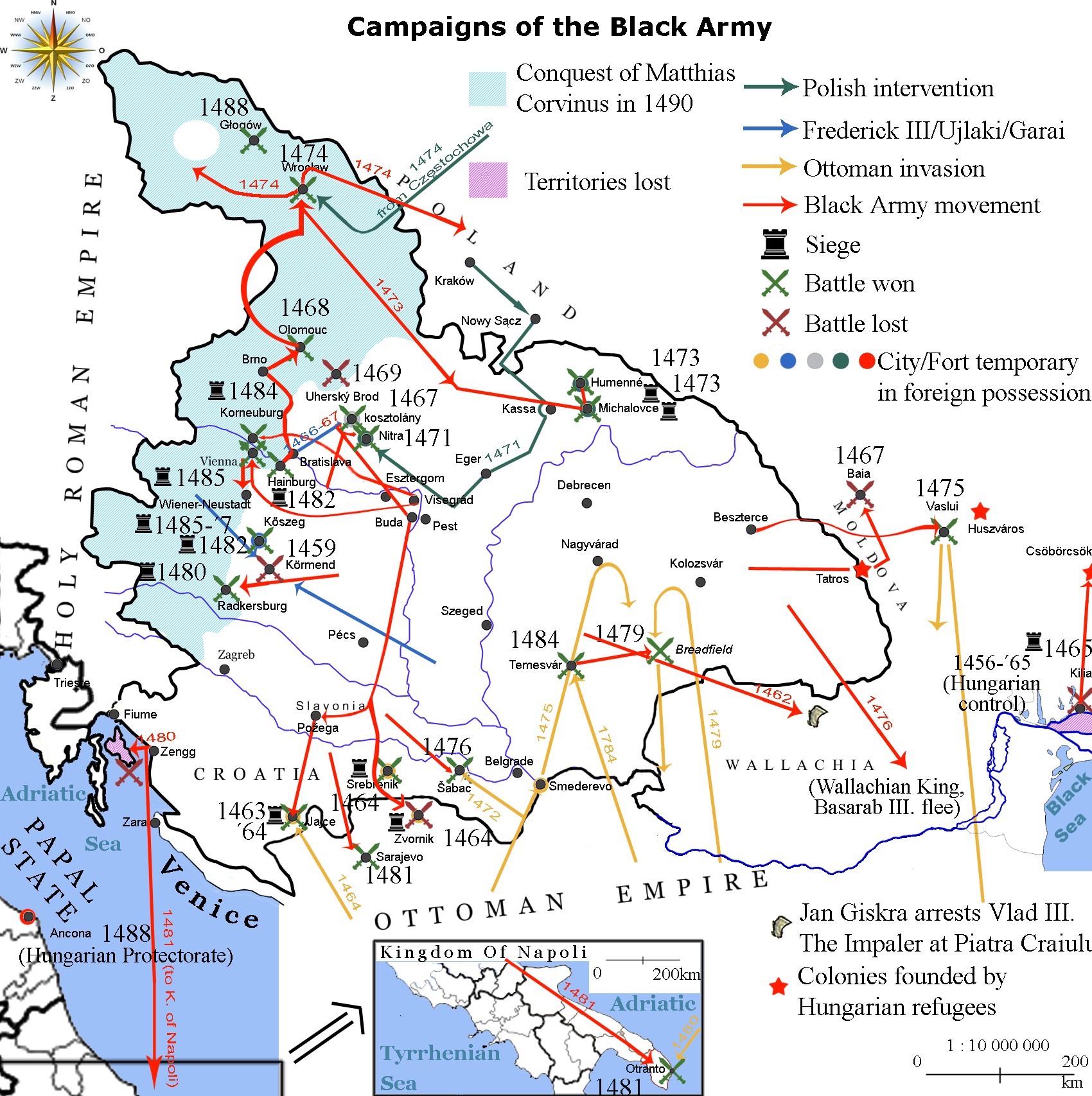
Die Feldzüge des Matthias Corvinus 1458–1490

- Matthias Corvinus, König von Ungarn, rückt in Böhmen und Mähren ein, um seinen Schwiegervater Georg von Podiebrad zu bekämpfen und erhält dafür den Segen des Papstes, der Georg mangelnde Rekatholisierung des Landes vorwirft. Im Mai wird er in Olmütz auf Vorschlag der Grünberger Allianz zum (Gegen-)König von Böhmen gewählt.
- 5. Juni: Georg von Podiebrad bestimmt den Jagiellonen Vladislav II. zu seinem Nachfolger.
- 21. Juli: Die Schlacht bei Fürstenfeld im Zuge der Baumkircherfehde bringt beiden Seiten schwere Verluste. Im Oktober wird nach weiteren Kämpfen ein Waffenstillstand geschlossen.
- 20. August: Papst Paul II. erneuert den Bann gegen Georg von Podiebrad und droht seinen Anhängern mit dem Interdikt.
- 2. Dezember: Nach dem Tod seines Vaters Piero di Cosimo de’ Medici wird Lorenzo de’ Medici gemeinsam mit seinem Bruder Giuliano di Piero de’ Medici de facto Stadtherr von Florenz, ohne de jure Amtsgewalt zu besitzen. Wichtigste Voraussetzung für seine Regierung ist der durch den Banco Medici abgesicherte immense Reichtum der Familie Medici.

#### Iberische Halbinsel
Ferdinand II. von Aragón und Isabella I. von Kastilien, die später den Titel Katholische Könige erhalten, heiraten am 19. Oktober. Damit wird das Fundament für eine spätere Vereinigung der beiden Reiche Aragonien und Kastilien zu Spanien gelegt.

### Wirtschaft
- Privileg für die Einführung des Buchdrucks als Vorläufer des Patents

### Kultur
- um 1469: Der 17-jährige Leonardo da Vinci tritt in Florenz in die Lehre des berühmten Bildhauers Andrea del Verrocchio. Hier lernt er in Gesellschaft von weiteren Schülern wie Perugino, Domenico Ghirlandaio und Lorenzo di Credi.

### Religion
- Die päpstliche Bulle In supremae dignitatis specula errichtet unter anderem die Diözese Wien.

## Geboren

### Geburtsdatum gesichert
- 13. Februar: Elijah Levita, jüdischer Dichter, Humanist und Sprachwissenschaftler († 1549)
- 20. März: Cecily of York, englische Prinzessin († 1507)
- 15. April: Nanak Dev, indischer Heiliger und Religionsstifter des Sikhismus († 1539)
- 29. April: Wilhelm II., Landgraf von Hessen († 1509)
- 03. Mai: Niccolò Machiavelli, Florentiner Philosoph, Politiker, Diplomat, Chronist und Dichter († 1527)

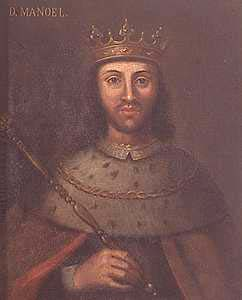
Manuel I.

- 31. Mai: Manuel I., König von Portugal († 1521)
- 20. Juni: Gian Galeazzo Sforza, Herzog von Mailand († 1494)
- 26. Juli: Ferdinand II., König von Neapel († 1496)
- 04. August: Margarete von Sachsen, Herzogin von Braunschweig-Lüneburg († 1528)
- 18. Oktober: George Nevill, 5. Baron Bergavenny, englischer Adeliger, Militär und Politiker († 1535)

### Genaues Geburtsdatum unbekannt
- Girolamo Accoramboni, italienischer Mediziner und Philosoph († 1537)
- Laura Cereta, italienische Gelehrte, Schriftstellerin und Frauenrechtlerin († 1499)
- Elisabeth von Pfalz-Zweibrücken, Gräfin von Nassau-Saarbrücken († 1500)
- Domenico Fancelli, italienischer Bildhauer († 1519)
- Sigismondo Gonzaga, Bischof von Mantua († 1525)
- Francesco Granacci, italienischer Maler († 1543)
- Bartolomeo Guidiccioni, Kardinal der römisch-katholischen Kirche († 1549)
- Johann Ingenwinkel, deutscher Domherr und Propst († 1535)
- Johann III., König von Navarra († 1516)

### Geboren um 1469
- verm. 28. Oktober 1466/67/69: Erasmus von Rotterdam, europäischer Humanist, Theologe, Philosoph, Philologe und Autor († 1536)
- 1467/1469: Korkud, osmanischer Prinz und Gouverneur sowie kurzzeitiger Reichsverweser des Osmanischen Reiches († 1513)
- 1468/69: Pedro Álvares Cabral, portugiesischer Seefahrer, einer der Entdecker von Brasilien († 1520)

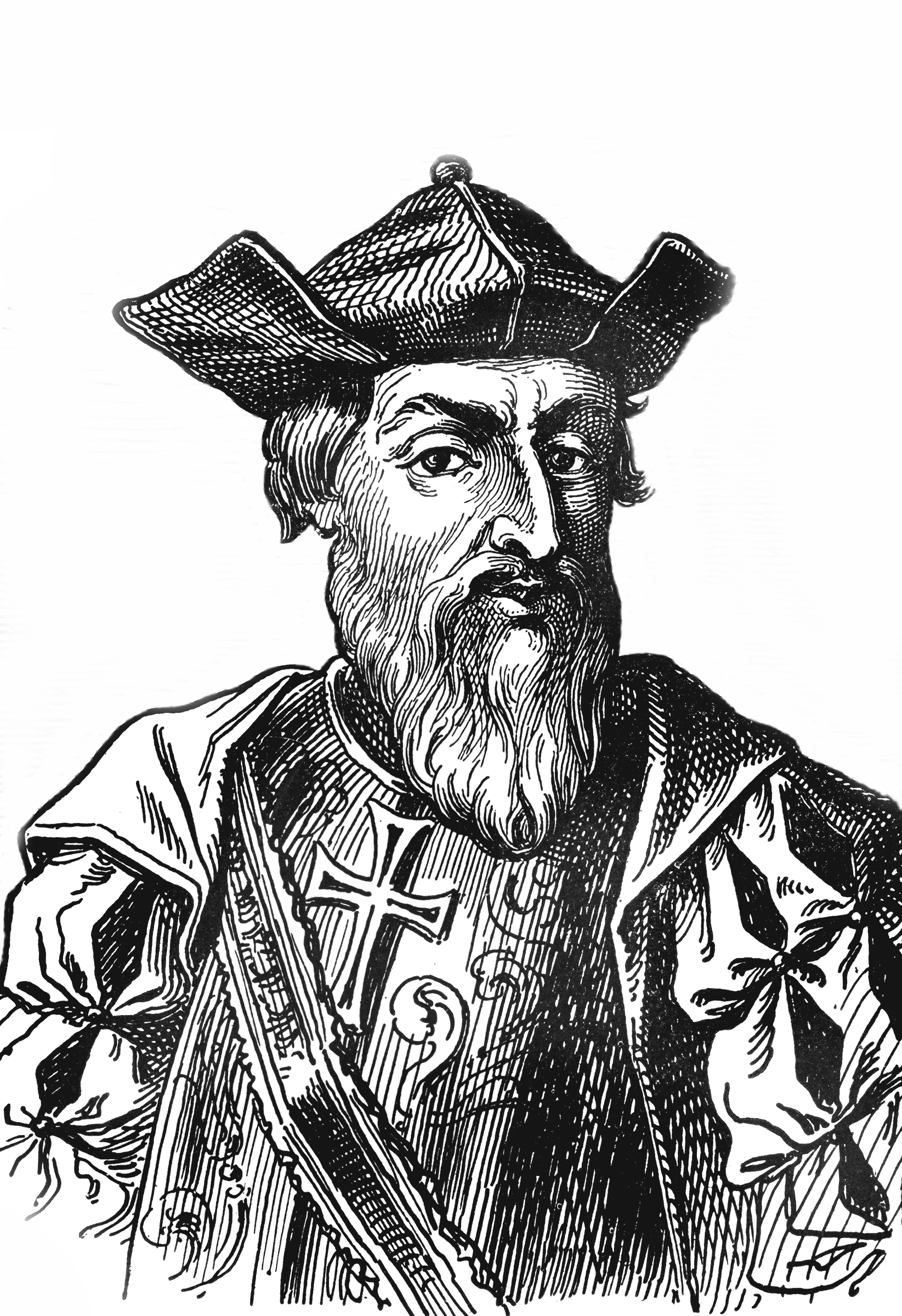
Vasco da Gama

- Vasco da Gama, portugiesischer Seefahrer († 1524)
- Duarte Pacheco Pereira, portugiesischer Seefahrer, Astronom und Geograf († 1533)
- Aegidius de Viterbo, italienischer Kardinal, Theologe und Humanist († 1532)
- 1469/70: Pietro Coppo, venezianischer Kartograph († 1555 oder 1556)

## Gestorben

### Erstes Halbjahr
- 06. Januar: Henry Bromflete, 1. Baron Vescy, englischer Adeliger (* um 1412)
- 28. Januar: Konrad Kuene van der Hallen, deutscher Steinbildhauer und Dombaumeister in Köln (* 1400/1410)
- 08. Februar: Abu Sa'id, Herrscher Transoxaniens aus der Dynastie der Timuriden (* um 1424)
- 22. Februar: Maria von Savoyen, Herzogin von Mailand (* 1411)
- 28. Februar: Niklas III. Muffel, Nürnberger Patrizier (* 1409/10)
- vor dem 10. März: Hans Fründ, Schweizer Chronist (* nach 1400)
- 19. März: Rötger von Schade, Abt des Klosters Grafschaft
- 23. März: Jakob Fugger der Ältere, Augsburger Webermeister, Ratsherr und Kaufmann, Stammvater der Dynastie Fugger von der Lilie (* 1398)
- 12. April: Peter von Schaumberg, Bischof von Augsburg (* 1388)
- 11. Mai: Sigmund Wann, Wunsiedler Bürger und Stiftungsgründer (* um 1395)

### Zweites Halbjahr
- 19. Juli: Benedetto Reguardati, italienischer Arzt, Diplomat und Politiker (* 1398)
- 26. Juli: Henry Dwnn, walisischer Adeliger und Militär
- 27. Juli: William Herbert, 1. Earl of Pembroke, walisischer Soldat und Staatsmann (* 1423)
- 31. Juli: Francesco Solari, italienisch-schweizerischer Bildhauer, Ingenieur und Architekt (* um 1415)

- 11. August: Johannes de Indagine, Benediktinermönch und Abt des Klosters Bursfelde
- 12. August: Richard Woodville, 1. Earl Rivers, englischer Adeliger (* um 1405)
- 12. August: John Woodville, englischer Adeliger (* um 1445)
- 15. August: Johann von Mengede, Landmeister des Deutschen Ordens in Livland (* um 1400)

- 29. September: Humphrey Neville, englischer Ritter (* um 1439)
- 5. Oktober: Engelbert Franzois, Domherr in Münster
- um den 8. Oktober: Filippo Lippi, italienischer Maler (* um 1406)
- 15. November: Marguerite des Baux, Gräfin von Saint-Pol (* 1394)

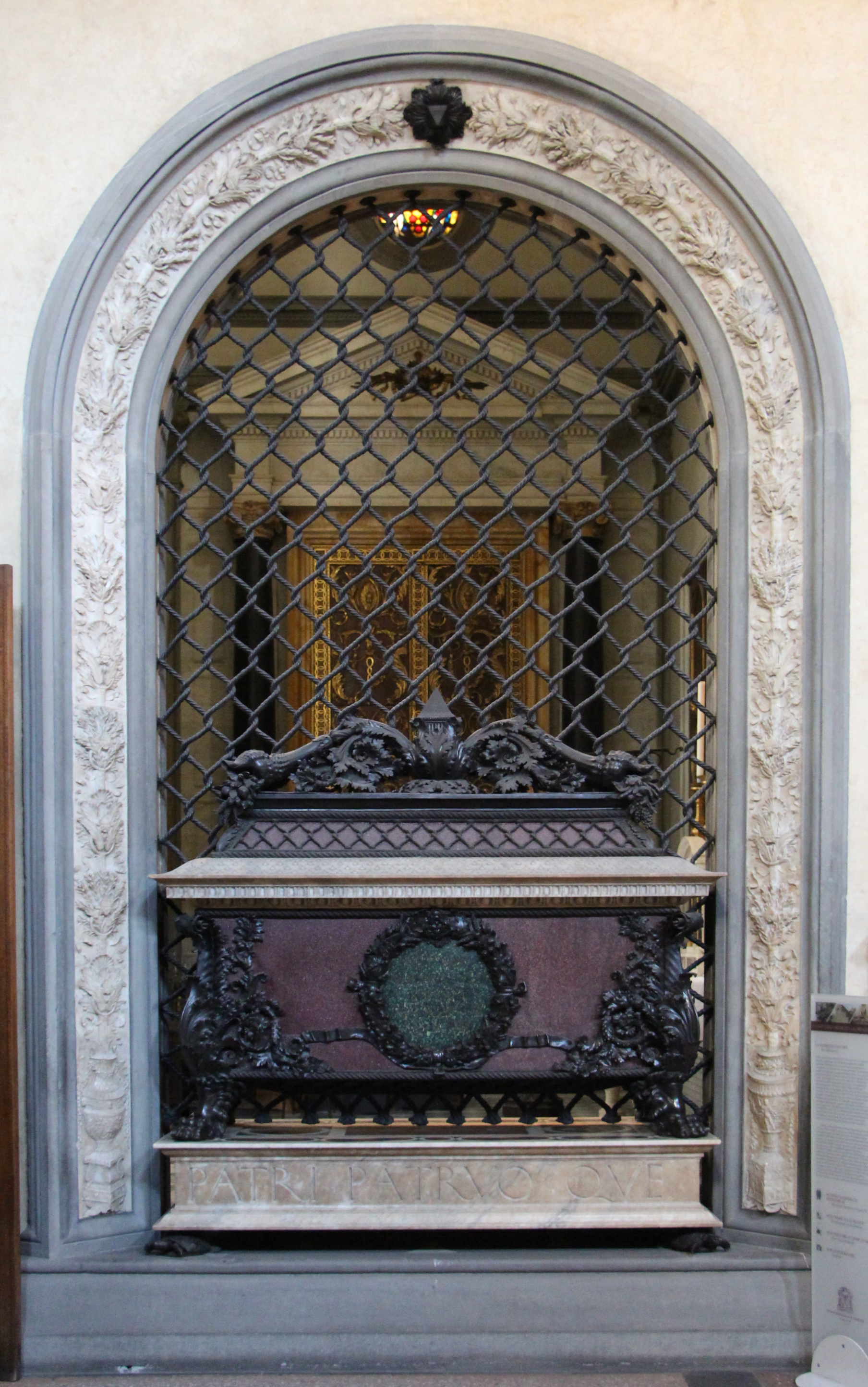
Grabmal der Brüder Piero und Giovanni de’ Medici

- 02. Dezember: Piero di Cosimo de’ Medici, Stadtherr von Florenz (* 1416)
- 04. Dezember: Thiébaut IX. de Neufchâtel, Marschall von Burgund (* um 1417)
- 06. Dezember: Juan Carvajal, spanischer Kardinal und päpstlicher Diplomat (* 1399/1400)
- 29. Dezember: Ulrich Sonnenberger, Fürstbischof von Gurk
- 30. oder 31. Dezember: George Nevill, 1. Baron Latymer, englischer Peer und Politiker (* um 1407)
- 31. Dezember: Yejong, 8. König der Joseon-Dynastie in Korea (* 1450)

### Genaues Todesdatum unbekannt
- Louis d’Amboise, Herr von Amboise und Vizegraf von Thouars (* 1392)
- Niccolo di Conti, venezianischer Kaufmann und Entdeckungsreisender (* um 1395)
- Pal Engjëlli, albanischer Kardinal und Erzbischof von Durrës (* 1416)
- Margarethe von Merwitz, Äbtissin der vereinigten Stifte von Gernrode und Frose
- Moctezuma I., Herrscher über den aztekischen Stadtstaat Tenochtitlán (* 1390)
- Muchen Sempa Chenpo Könchog Gyeltshen, 2. Thronhalter des buddhistischen Ngor-Klosters in Tibet (* 1388)
- Nikolaus II. von Bomsdorf, Abt des Klosters Neuzelle